# Мабоко
Мабоко (англ. Maboko Island, Каронго, Karongo Island, Kiboko Island) — остров на западе Кении, в провинции Ньянза, в северо-восточной части залива Винам (Кавирондо) озера Виктория, западнее порта Кисуму. Длина острова 1,8 км, ширина 1 км. На острове Мабоко в среднемиоценовых отложениях возрастом 15—16 млн лет в 1930-х годах обнаружены фоссилии, в том числе останки мартышковой обезьяны рода викториапитек.
Фоссилии впервые обнаружил в 1933 году англичанин Уолтер Эдвин Оуэн (Walter Edwin Owen, 1878—1945), архидиакон и англиканский миссионер из Church Mission Society (CMS). В том же году Оуэн начал раскопки. В 1933—1934 гг. раскопки проводили Оуэн и Дональд Гордон Макиннес (Donald Gordon MacInnes). В 1947 году Луис Лики и Макиннес продолжили раскопки. В 1969 году Густав фон Кёнигсвальд описал род викториапитек. На острове найдено множество молочных зубов викториапитеков, более тысячи фрагментов и череп. В 1973 году Дэвид Роджер Пилбим и Питер Эндрюс собрали 28 отдельных постоянных зубов семейства мартышковых.